# Docalidia triplehorni
Docalidia triplehorni är en insektsart som beskrevs av Nielson 1979. Docalidia triplehorni ingår i släktet Docalidia och familjen dvärgstritar. Inga underarter finns listade i Catalogue of Life.